# Coat of Arms (album Wishbone Ash)
Coat of Arms è il ventitreesimo album in studio del gruppo musicale britannico Wishbone Ash, pubblicato il 28 febbraio 2020.

## Tracce
1. We Stand as One – 4:15 (Mark Abrahams, Andy Powell, Aynsley Powell)
2. Coat of Arms – 7:55 (Andy Powell, Aynsley Powell)
3. Empty Man – 5:16 (Mark Abrahams, Andy Powell, Pauline Powell)
4. Floreana – 5:14 (Andy Powell, Aynsley Powell)
5. Drive – 4:55 (Mark Abrahams, Joe Crabtree, Andy Powell, Aynsley Powell, Pauline Powell)
6. It's Only You I See – 7:35 (Mark Abrahams, Andy Powell, Aynsley Powell, Pauline Powell)
7. Too Cool for AC – 4:50 (Mark Abrahams, Andy Powell, Aynsley Powell, Pauline Powell)
8. Back in the Day – 4:46 (Andy Powell, Aynsley Powell, Pauline Powell)
9. Déjà Vu – 4:07 (Mark Abrahams, Andy Powell, Aynsley Powell, Pauline Powell)
10. When the Love Is Shared – 4:21 (Andy Powell, Aynsley Powell, Pauline Powell)
11. Personal Halloween – 5:37 (Mark Abrahams, Andy Powell, Aynsley Powell, Pauline Powell)